# ایلونا نواک
ایلونا نُواک (به مجاری: Ilona Novák) (زادهٔ ۱۶ مهٔ ۱۹۲۵ - درگذشته ۱۴ مارس ۲۰۱۹) شناگر اهل مجارستان بود.